# Eurya muricata
Eurya muricata är en tvåhjärtbladig växtart som beskrevs av Stephen Troyte Dunn. Eurya muricata ingår i släktet Eurya och familjen Pentaphylacaceae. Utöver nominatformen finns också underarten E. m. huiana.